# Carlos Cox
Carlos Alfredo Cox Palomino (Lima, 15 de octubre de 1966) es un político peruano, elegido en las elecciones regionales y municipales de Perú de 2018 como alcalde del Distrito de Carmen de La Legua-Reynoso por el partido político Por ti Callao.